# Mild in the Streets: Fat Music Unplugged
Mild in the Streets: Fat Music Unplugged is een compilatiealbum dat werd uitgegeven op 1 juli 2016 via het Amerikaanse punklabel Fat Wreck Chords op cd en lp en is het negende album uit de Fat Music-serie van het platenlabel. Vijf van de nummers op het album waren voorheen niet eerder uitgegeven. Het compilatiealbum bevat akoestische nummers van punkbands en -musici, waarvan de meesten bij het label spelen. De titel en hoes zijn een verwijzing naar het album Wild in the Streets van de punkband Circle Jerks.

## Nummers
Tracks 3, 8-9 en 15-16 zijn niet eerder uitgegeven. Track 17 is een bonustrack die alleen op de cd- of downloadversie van het album te horen is.
1. "Under the Garden" - Tony Sly (No Use for a Name) - 3:16
2. "Fruitless Fortunes" - Swingin' Utters - 2:52
3. "Everything Is Beautiful" - Stacey Dee (Bad Cop/Bad Cop) - 2:01
4. "Heroinsomnia" - Sam Sadowski (Closet Fiends) - 2:52
5. "Care of Me" - Morning Glory - 3:16
6. "Guts ‘n’ Teeth" - Old Man Markley - 2:56
7. "1 Trillion Dollars" - Anti-Flag - 2:27
8. "State is Burning" - Yotam Ben Horin (Useless ID) - 2:25
9. "Continental" - Matt Skiba (Alkaline Trio) - 3:29
10. "Musée Mécanique" - Karina Deniké (Dance Hall Crashers) - 3:14
11. "This One’s for Johnny" - Get Dead - 3:17
12. "We’re Not in Love Anymore" - Joey Cape (Lagwagon) - 2:58
13. "Hurtlin’" - American Steel - 2:08
14. "Joy" - Against Me! - 1:36
15. "Seven Hours" - Russ Rankin (Good Riddance) - 2:35
16. "Xanadu" - Uke-Hunt - 3:01
17. "NOFX’s The Decline (A Punk Rock Symphony)" - Baz and His Orchestra - 19:28